# Thilda Harlor

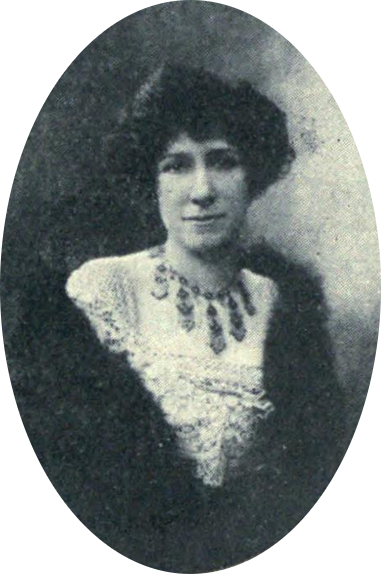
Thilda Harlor, 1920

Thilda Harlor, geboren als Jeanne Fernande Perrot (* 7. August 1871 in Paris; † 28. Dezember 1970 ebenda), war eine französische Schriftstellerin, Biografin, Kunstkritikerin, feministische Journalistin und eine Femme de lettres.

## Leben
Sie war die Tochter des Chemikers Eugène Dominique Perrot (1844–1884) und der Frauenrechtlerin und Journalistin Amélie Hammer (1851–1943), geborene Amélie Sylvie Ragon. Ihr Vater verließ die Familie, als Jeanne noch ein Kind war. Ihre Mutter heiratete 1886 den Geiger und Komponisten Richard Hammer (1828–1907). Jeanne erhielt von ihrem Stiefvater eine hervorragende musikalische Ausbildung und wurde eine ausgezeichnete Pianistin. Mütterlicherseits ist sie die Urenkelin des Schriftstellers Jean-Marie-Ragon.
1895 lernte sie auf einer Konferenz der Französischen Liga für Frauenrechte, in der sie wie ihre Mutter aktiv war, den engagierten Feministen Léopold Lacour (1854–1939) kennen, der, obwohl verheiratet, ihr Lebensgefährte wurde. 1897 wurde sie Journalistin und unterzeichnete ihre Artikel mit dem Pseudonym Harlor, das sich aus drei Buchstaben des Namens Hammer und drei Buchstaben des Namens Lacour, ihrer beiden geistigen Väter, zusammensetzte. Manchmal fügte sie den exotisch klingenden Vornamen Thilda hinzu.
Sie begann ihre journalistische Laufbahn bei der von Marguerite Durand gegründeten feministischen Zeitschrift La Fronde (wo sie die Rubrik Schöne Künste leitete) und schrieb u. a. für das Journal des femmes und die Revue socialiste. Im Jahr 1901 beteiligte sie sich an der Gründung des Conseil national des femmes françaises (Nationalrat der französischen Frauen). 1904 legte sie sich mit der Société nationale des beaux-arts an, weil diese keine Frauen in ihren Komitees hatte. 1917 kritisierte sie die Pazifisten und unterstützte die Kriegsanstrengungen. Von Marguerite Durands Tod 1936 bis 1945 war sie Direktorin der Bibliothèque Marguerite-Durand.
Als Schriftstellerin veröffentlichte sie Romane und Biographien, z. B. über ihren Lebensgefährten Léopold Lacour und den Arbeiterdichter Gabriel Gauny. Ihr erstes Buch, Le Triomphe des vaincus (Der Triumph der Besiegten), erschien 1908 in Barcelona und Paris. 1930 erhielt sie den Prix George Sand. Die Académie française verlieh ihr 1931 den Prix d’Académie für Arielle, fille des champs (Arielle, Mädchen vom Land), 1944 den Prix Georges Dupau und 1960 den Prix Valentine-de-Wolmar für ihr Gesamtwerk.
Sie starb am 28. Dezember 1970 in ihrem Haus am Boulevard Saint-Michel 63 in Paris. Ihr autobiographisches Manuskript Mes chemins (1944–1945) wurde auf ihren Wunsch erst an ihrem 30. Todestag im Jahr 2000 der Öffentlichkeit zugänglich gemacht. Es wird von der Bibliothèque Marguerite-Durand aufbewahrt.

## Werk
- Le Triomphe des vaincus, Bibliothèque des réformes sociales, 1908, Roman
- Tu es femme..., Plon-Nourrit et Cie, 1913
- Léopold Lacour, Bibliothèque internationale d’édition E. Sansot et Cie, 1914, Biographie
- Liberté, liberté chérie, G. Crès, 1916
- Le Pot de réséda, A. Michel, 1921, Roman
- Benvenuto Cellini, Nilsson, 1924, Biographie
- Les Fers forgés d’Emile Robert, Éditions de la Gazette des Beaux-arts, 1925
- Arielle, fille des champs, Le Rouge et le Noir, 1930, Roman
- Gustave Geffroy, Privas, 1934, Biographie
- Georges Lecomte, Privas, 1935, Biographie
- Pascale, ou l’École du bonheur, Éditions du Dauphin, 1955, Roman
- Les Énamourés, Éditions du Manuscrit, 1960, Erzählungen
- Un ouvrier poète. Gabriel Gauny, 1806–1889, Éditions du manuscrit, 1962, Biographie
- Est-ce un crime ?, Éditions du Manuscrit, 1964